# Wahlkreis Castelfranco Veneto
Der Wahlkreis Castelfranco Veneto war von 1993 bis 2005 und ist seit 2017 wieder ein Wahlkreis (italienisch collegio elettorale) für die Wahl der Abgeordnetenkammer.

## Von 1993 bis 2005

### Wahlkreisgebiet
Der Wahlkreis umfasste 12 Gemeinden: Altivole, Castelfranco Veneto, Castello di Godego, Istrana, Loria, Morgano, Paese, Quinto di Treviso, Resana, Riese Pio X, Vedelago und Zero Branco.

### Wahlergebnisse

#### Parlamentswahl 1994

##### Direktstimmen
| Kandidaten               | Kandidaten                 | Parteien                                 | Stimmen | %    |
| ------------------------ | -------------------------- | ---------------------------------------- | ------- | ---- |
|                          | Gianpaolo Dozzogewählt     | Polo delle Libertà (FI – LN – CCD – UdC) | 47.258  | 55,4 |
|                          | Mario Frasson              | Patto per l’Italia                       | 19.482  | 22,8 |
|                          | Nazzareno Bolzon           | Progressisti                             | 13.742  | 16,1 |
|                          | Pier Francesco Cappelletto | Alleanza Nazionale                       | 4.860   | 5,7  |
| Gesamt                   | Gesamt                     | Gesamt                                   | 85.342  | 100  |
|                          |                            |                                          |         |      |
| Ungültige Stimmen        | Ungültige Stimmen          | Ungültige Stimmen                        | 4.580   | 5,1  |
| Wähler                   | Wähler                     | Wähler                                   | 89.922  | 91,6 |
| Wahlberechtigte          | Wahlberechtigte            | Wahlberechtigte                          | 98.155  |      |
|                          |                            |                                          |         |      |
| Quelle: Innenministerium |                            |                                          |         |      |

##### Listenstimmen
| Parteien                             | Parteien              | Parteien                           | Stimmen | %    |
| ------------------------------------ | --------------------- | ---------------------------------- | ------- | ---- |
|                                      | Polo delle Libertà    | Lega Nord                          | 26.153  | 30,4 |
| Forza Italia                         | Polo delle Libertà    | 19.496                             | 22,7    |      |
| ↳ Gesamt                             | Polo delle Libertà    | 45.649                             | 53,1    |      |
|                                      | Patto per l’Italia    | Partito Popolare Italiano          | 20.066  | 23,3 |
|                                      | Progressisti          | Partito Democratico della Sinistra | 6.285   | 7,3  |
| Federazione dei Verdi                | Progressisti          | 3.504                              | 4,1     |      |
| Partito della Rifondazione Comunista | Progressisti          | 2.050                              | 2,4     |      |
| Partito Socialista Italiano          | Progressisti          | 1.178                              | 1,4     |      |
| ↳ Gesamt                             | Progressisti          | 13.017                             | 15,1    |      |
|                                      | Alleanza Nazionale    | Alleanza Nazionale                 | 4.586   | 5,3  |
|                                      | Lega Autonomia Veneta | Lega Autonomia Veneta              | 2.640   | 3,1  |
| Gesamt                               | Gesamt                | Gesamt                             | 85.958  | 100  |
|                                      |                       |                                    |         |      |
| Ungültige Stimmen                    | Ungültige Stimmen     | Ungültige Stimmen                  | 3.961   | 4,4  |
| Wähler                               | Wähler                | Wähler                             | 89.919  | 91,6 |
| Wahlberechtigte                      | Wahlberechtigte       | Wahlberechtigte                    | 98.155  |      |
|                                      |                       |                                    |         |      |
| Quelle: Innenministerium             |                       |                                    |         |      |

#### Parlamentswahl 1996

##### Direktstimmen
| Kandidaten               | Kandidaten            | Parteien                        | Stimmen | %    |
| ------------------------ | --------------------- | ------------------------------- | ------- | ---- |
|                          | Luciano Dussingewählt | Lega Nord                       | 38.313  | 45,2 |
|                          | Aristide De Marchi    | L’Ulivo – Lega Autonomia Veneta | 24.326  | 28,7 |
|                          | Loreta Baggio         | Polo per le Libertà             | 22.188  | 26,2 |
| Gesamt                   | Gesamt                | Gesamt                          | 84.827  | 100  |
|                          |                       |                                 |         |      |
| Ungültige Stimmen        | Ungültige Stimmen     | Ungültige Stimmen               | 4.874   | 5,4  |
| Wähler                   | Wähler                | Wähler                          | 89.701  | 88,4 |
| Wahlberechtigte          | Wahlberechtigte       | Wahlberechtigte                 | 101.430 |      |
|                          |                       |                                 |         |      |
| Quelle: Innenministerium |                       |                                 |         |      |

##### Listenstimmen
| Parteien                           | Parteien                             | Parteien                                          | Stimmen | %    |
| ---------------------------------- | ------------------------------------ | ------------------------------------------------- | ------- | ---- |
|                                    | Lega Nord                            | Lega Nord                                         | 38.068  | 44,4 |
|                                    | Polo per le Libertà                  | Forza Italia                                      | 14.209  | 16,6 |
| Alleanza Nazionale                 | Polo per le Libertà                  | 6.169                                             | 7,2     |      |
| CCD – CDU                          | Polo per le Libertà                  | 4.781                                             | 5,6     |      |
| ↳ Gesamt                           | Polo per le Libertà                  | 25.159                                            | 29,3    |      |
|                                    | L’Ulivo                              | Popolari per Prodi (PPI – SVP – PRI – UD – Prodi) | 8.215   | 9,6  |
| Partito Democratico della Sinistra | L’Ulivo                              | 5.769                                             | 6,7     |      |
| Rinnovamento Italiano              | L’Ulivo                              | 3.839                                             | 4,5     |      |
| Federazione dei Verdi              | L’Ulivo                              | 2.198                                             | 2,6     |      |
| ↳ Gesamt                           | L’Ulivo                              | 20.021                                            | 23,4    |      |
|                                    | Partito della Rifondazione Comunista | Partito della Rifondazione Comunista              | 2.482   | 2,9  |
| Gesamt                             | Gesamt                               | Gesamt                                            | 85.730  | 100  |
|                                    |                                      |                                                   |         |      |
| Ungültige Stimmen                  | Ungültige Stimmen                    | Ungültige Stimmen                                 | 3.971   | 4,4  |
| Wähler                             | Wähler                               | Wähler                                            | 89.701  | 88,4 |
| Wahlberechtigte                    | Wahlberechtigte                      | Wahlberechtigte                                   | 101.430 |      |
|                                    |                                      |                                                   |         |      |
| Quelle: Innenministerium           |                                      |                                                   |         |      |

#### Parlamentswahl 2001

##### Direktstimmen
| Kandidaten               | Kandidaten            | Parteien           | Stimmen | %    |
| ------------------------ | --------------------- | ------------------ | ------- | ---- |
|                          | Luciano Dussingewählt | Casa delle Libertà | 43.822  | 50,7 |
|                          | Sebastiano Sartoretto | L’Ulivo            | 27.137  | 31,4 |
|                          | Alessandro Bonamigo   | Liga Fronte Veneto | 8.078   | 9,3  |
|                          | Elvio Gatto           | Lista Di Pietro    | 4.341   | 5,0  |
|                          | Roberto Monegato      | Democrazia Europea | 3.070   | 3,6  |
| Gesamt                   | Gesamt                | Gesamt             | 86.448  | 100  |
|                          |                       |                    |         |      |
| Ungültige Stimmen        | Ungültige Stimmen     | Ungültige Stimmen  | 4.819   | 5,3  |
| Wähler                   | Wähler                | Wähler             | 91.267  | 84,2 |
| Wahlberechtigte          | Wahlberechtigte       | Wahlberechtigte    | 108.348 |      |
|                          |                       |                    |         |      |
| Quelle: Innenministerium |                       |                    |         |      |

##### Listenstimmen
| Parteien                       | Parteien                             | Parteien                               | Stimmen | %    |
| ------------------------------ | ------------------------------------ | -------------------------------------- | ------- | ---- |
|                                | Casa delle Libertà                   | Forza Italia                           | 27.079  | 31,5 |
| Lega Nord                      | Casa delle Libertà                   | 15.395                                 | 17,9    |      |
| Alleanza Nazionale             | Casa delle Libertà                   | 5.805                                  | 6,7     |      |
| CCD – CDU                      | Casa delle Libertà                   | 3.330                                  | 3,9     |      |
| Nuovo PSI                      | Casa delle Libertà                   | 335                                    | 0,4     |      |
| ↳ Gesamt                       | Casa delle Libertà                   | 51.944                                 | 60,4    |      |
|                                | L’Ulivo                              | La Margherita (Dem – PPI – RI – Udeur) | 12.502  | 14,5 |
| Democratici di Sinistra        | L’Ulivo                              | 4.943                                  | 5,7     |      |
| Il Girasole (FdV – SDI)        | L’Ulivo                              | 2.260                                  | 2,6     |      |
| Partito dei Comunisti Italiani | L’Ulivo                              | 487                                    | 0,6     |      |
| ↳ Gesamt                       | L’Ulivo                              | 20.192                                 | 23,5    |      |
|                                | Lista Di Pietro                      | Lista Di Pietro                        | 4.291   | 5,0  |
|                                | Liga Fronte Veneto                   | Liga Fronte Veneto                     | 3.215   | 3,7  |
|                                | Lista Emma Bonino                    | Lista Emma Bonino                      | 2.097   | 2,4  |
|                                | Partito della Rifondazione Comunista | Partito della Rifondazione Comunista   | 2.054   | 2,4  |
|                                | Democrazia Europea                   | Democrazia Europea                     | 1.434   | 1,7  |
|                                | Fiamma Tricolore                     | Fiamma Tricolore                       | 672     | 0,8  |
|                                | Paese Nuovo                          | Paese Nuovo                            | 90      | 0,1  |
|                                | Abolizione Scorporo                  | Abolizione Scorporo                    | 61      | 0,1  |
| Gesamt                         | Gesamt                               | Gesamt                                 | 86.050  | 100  |
|                                |                                      |                                        |         |      |
| Ungültige Stimmen              | Ungültige Stimmen                    | Ungültige Stimmen                      | 5.217   | 5,7  |
| Wähler                         | Wähler                               | Wähler                                 | 91.267  | 84,2 |
| Wahlberechtigte                | Wahlberechtigte                      | Wahlberechtigte                        | 108.348 |      |
|                                |                                      |                                        |         |      |
| Quelle: Innenministerium       |                                      |                                        |         |      |

## Von 2017 bis 2020

### Wahlkreisgebiet
Der Wahlkreis umfasste Gemeinden: 

### Wahlergebnisse

#### Parlamentswahl 2018
| Kandidaten               | Kandidaten             | Stimmen | %    | Listen                              | Stimmen | %    |
| ------------------------ | ---------------------- | ------- | ---- | ----------------------------------- | ------- | ---- |
|                          | Dimitri Coingewählt    | 59.520  | 49,5 | Lega                                | 42.923  | 35,7 |
| Forza Italia             | Dimitri Coingewählt    | 59.520  | 49,5 | 11.884                              | 9,9     |      |
| Fratelli d’Italia        | Dimitri Coingewählt    | 59.520  | 49,5 | 3.753                               | 3,1     |      |
| Noi con l’Italia – UDC   | Dimitri Coingewählt    | 59.520  | 49,5 | 960                                 | 0,8     |      |
|                          | Eva Liberalato         | 31.364  | 26,1 | Movimento 5 Stelle                  | 31.364  | 26,1 |
|                          | Matteo Favero          | 21.980  | 18,3 | Partito Democratico                 | 18.478  | 15,4 |
| +Europa                  | Matteo Favero          | 21.980  | 18,3 | 2.743                               | 2,3     |      |
| Italia Europa Insieme    | Matteo Favero          | 21.980  | 18,3 | 455                                 | 0,4     |      |
| Civica Popolare          | Matteo Favero          | 21.980  | 18,3 | 304                                 | 0,3     |      |
|                          | Mario Bertolo          | 2.738   | 2,3  | Liberi e Uguali                     | 2.738   | 2,3  |
|                          | Nicoletta Mantovanelli | 1.246   | 1,0  | Il Popolo della Famiglia            | 1.246   | 1,0  |
|                          | Susanna Pettenuzzo     | 635     | 0,5  | CasaPound Italia                    | 635     | 0,5  |
|                          | Virgino Castellaro     | 563     | 0,5  | Potere al Popolo!                   | 563     | 0,5  |
|                          | Gianna Di Blasio       | 549     | 0,5  | Italia agli Italiani (FT – FN)      | 549     | 0,5  |
|                          | Anna Elisa Zonta       | 531     | 0,4  | Partito Valore Umano                | 531     | 0,4  |
|                          | Anna Ruffato           | 504     | 0,4  | 10 Volte Meglio                     | 504     | 0,4  |
|                          | Giovanni Furlanetto    | 430     | 0,4  | Grande Nord                         | 430     | 0,4  |
|                          | Lucia Favaro           | 107     | 0,1  | Partito Repubblicano Italiano – ALA | 107     | 0,1  |
| Gesamt                   | Gesamt                 | 120.167 | 100  |                                     | 120.167 | 100  |
|                          |                        |         |      |                                     |         |      |
| Ungültige Stimmen        | Ungültige Stimmen      | 3.107   | 2,5  |                                     |         |      |
| Wähler                   | Wähler                 | 123.274 | 81,1 |                                     |         |      |
| Wahlberechtigte          | Wahlberechtigte        | 152.014 |      |                                     |         |      |
|                          |                        |         |      |                                     |         |      |
| Quelle: Innenministerium |                        |         |      |                                     |         |      |

## Seit 2020

### Wahlkreisgebiet
| Wahlkreise – Camera dei deputati – Venetien | Wahlkreise – Camera dei deputati – Venetien | Wahlkreise – Camera dei deputati – Venetien                                                             |
| Provinz                                     | Provinz                                     | Gemeinden nach Provinzen ⮞ Wahlkreis                                                                    |
| ------------------------------------------- | ------------------------------------------- | --- |
|                                             | Metropolitanstadt Venedig (44 Gemeinden)    | 17 ⮞ Wahlkreis Venedig 27 ⮞ Wahlkreis Chioggia                                                          |
|                                             | Provinz Belluno (61 Gemeinden)              | alle ⮞ Wahlkreis Belluno                                                                                |
|                                             | Provinz Padua (102 Gemeinden)               | 25 ⮞ Wahlkreis Padua 41 ⮞ Wahlkreis Selvazzano Dentro 36 ⮞ Wahlkreis Rovigo                             |
|                                             | Provinz Rovigo (50 Gemeinden)               | alle ⮞ Wahlkreis Rovigo                                                                                 |
|                                             | Provinz Treviso (94 Gemeinden)              | 36 ⮞ Wahlkreis Treviso 41 ⮞ Wahlkreis Castelfranco Veneto 16 ⮞ Wahlkreis Belluno 1 ⮞ Wahlkreis Chioggia |
|                                             | Provinz Verona (98 Gemeinden)               | 41 ⮞ Wahlkreis Verona 57 ⮞ Wahlkreis Villafranca di Verona                                              |
|                                             | Provinz Vicenza (114 Gemeinden)             | 51 ⮞ Wahlkreis Vicenza 63 ⮞ Wahlkreis Bassano del Grappa                                                |

Der Wahlkreis umfasst 41 Gemeinden der Provinz Treviso.

### Wahlergebnisse

#### Parlamentswahl 2022
| Kandidaten                          | Kandidaten          | Stimmen | %    | Listen                                                  | Stimmen | %    |
| ----------------------------------- | ------------------- | ------- | ---- | ------------------------------------------------------- | ------- | ---- |
|                                     | Dimitri Coingewählt | 103.784 | 62,6 | Fratelli d’Italia                                       | 58.179  | 35,1 |
| Lega per Salvini Premier            | Dimitri Coingewählt | 103.784 | 62,6 | 29.963                                                  | 18,1    |      |
| Forza Italia                        | Dimitri Coingewählt | 103.784 | 62,6 | 11.881                                                  | 7,2     |      |
| Noi Moderati                        | Dimitri Coingewählt | 103.784 | 62,6 | 3.761                                                   | 2,3     |      |
|                                     | Giovanni Zorzi      | 30.043  | 18,1 | Partito Democratico – Italia Democratica e Progressista | 20.680  | 12,5 |
| +Europa                             | Giovanni Zorzi      | 30.043  | 18,1 | 4.702                                                   | 2,8     |      |
| Alleanza Verdi e Sinistra           | Giovanni Zorzi      | 30.043  | 18,1 | 4.188                                                   | 2,5     |      |
| Impegno Civico – Centro Democratico | Giovanni Zorzi      | 30.043  | 18,1 | 473                                                     | 0,3     |      |
|                                     | Nadine Tabacchi     | 12.727  | 7,7  | Azione – Italia Viva                                    | 12.727  | 7,7  |
|                                     | Maurizio Mestriner  | 7.304   | 4,4  | Movimento 5 Stelle                                      | 7.304   | 4,4  |
|                                     | Monica Morando      | 4.083   | 2,5  | Italexit per l’Italia                                   | 4.083   | 2,5  |
|                                     | Loris Mazzorato     | 4.071   | 2,5  | Vita                                                    | 4.071   | 2,5  |
|                                     | Lucia Marta Nardo   | 1.830   | 1,1  | Italia Sovrana e Popolare                               | 1.830   | 1,1  |
|                                     | Gabriele Zanella    | 1.440   | 0,9  | Unione Popolare                                         | 1.440   | 0,9  |
|                                     | Silvana Andreozzi   | 629     | 0,4  | Alternativa per l’Italia (PdF – Exit)                   | 629     | 0,4  |
| Gesamt                              | Gesamt              | 165.911 | 100  |                                                         | 165.911 | 100  |
|                                     |                     |         |      |                                                         |         |      |
| Ungültige Stimmen                   | Ungültige Stimmen   | 7.230   | 4,2  |                                                         |         |      |
| Wähler                              | Wähler              | 173.141 | 70,3 |                                                         |         |      |
| Wahlberechtigte                     | Wahlberechtigte     | 246.439 |      |                                                         |         |      |
|                                     |                     |         |      |                                                         |         |      |
| Quelle: Innenministerium            |                     |         |      |                                                         |         |      |